# Balista (usurpador)
Balista o Balista (fallecido c. 261), también conocido en las fuentes con el nombre de "Calixto", fue uno de los Treinta Tiranos de la polémica Historia Augusta y apoyó la rebelión de los Macrianos contra el Emperador Galieno.

## Historia

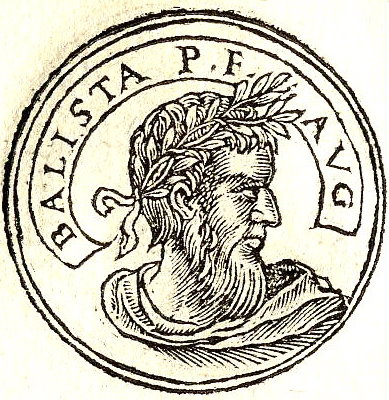
Balista de "Promptuarii Iconum Insigniorum"

Balista fuel prefecto del pretorio bajo Valeriano. Después de que el Imperio Persa derrotara y capturara al emperador en la Batalla de Edesa, un ejército Romano fue reunido por un oficial fiscal, Macriano, y Balista. Unidos, según algunos relatos, por Odenato, el Señor de Palmira, derrotaron al ejército persa que regresaba de saquear Cilicia. Entonces Macriano proclamó a sus hijos, Macriano y Quieto, emperadores.
Permaneció con Quieto en el Este, mientras que Macriano y su hijo mayor se dirigieron hacia el Oeste. En los Balcanes, Macriano fue derrotado por el comandante de la caballería romana, Aureolo, un general leal a Galieno, y asesinado. Luego, según algunos relatos, Galieno invitó a Odenato a volverse contra sus antiguos aliados, Balista y Quieto. Desconocemos con certeza las circunstancias de la muerte de Balista, pero se cree que ocurrió alrededor de noviembre de 261, y que fue orquestada por Odenato. Otra sugerencia es que fueron asesinados por sus propios hombres en Emesa.

## En la cultura popular
Balista, bajo el nombre Marco Clodio Balista es el héroe de la Serie Guerrero de Roma de Harry Sidebottom.